# European Mathematical Society
European Mathematical Society er et matematisk selskab oprettet i 1990 i byen Madralin nær Warszawa med henblik på at styrke samarbejdet mellem europæiske institutioner om alle aspekter af matematik i relation til forskning, formidling og uddannelse.
Medlemsskaren udgøres nu af omkring 60 nationale matematiske selskaber i Europa, 20 matematiske forskningscentre samt mere end 3.000 individuelle medlemmer.